# Em Busca de Iara
Em Busca de Iara é um filme-documentário de 2013 dirigido por Flávio Frederico sobre a psicóloga  e guerrilheira brasileira Iara Iavelberg, integrante da luta  armada contra a ditadura militar brasileira (1964–1985).
Através da pesquisa de documentos, entrevistas e filmes de arquivo, o documentário reconstrói a vida de Iara e  desmonta a versão oficial de sua morte, dada como suicídio. O roteiro do filme foi escrito por sua sobrinha Mariana Pamplona.